# Challenger 2
Challenger 2 je glavni bojni tank britanske kopenske vojske.